# Amager (Frederikshavn Kommune)
 For alternative betydninger, se Amager (flertydig). (Se også artikler, som begynder med Amager)
Amager i Frederikshavn Kommune er et område øst for Kvissel og ca. seks kilometer nordvest for Frederikshavn.
Området er fladt landbrugsland som gennemskæres af Amagervej, en godt tre kilometer lang grusvej som forbinder Kvissel og Mariendal.
57°28′10″N 10°26′00″Ø / 57.46944°N 10.43333°Ø